# Girardia festai
Girardia festai is een platworm (Platyhelminthes). De worm is tweeslachtig. De soort leeft in of nabij zoet water in Zuid-Amerika en de Antillen.
Het geslacht Girardia, waarin de platworm wordt geplaatst, wordt tot de familie Dugesiidae gerekend. De wetenschappelijke naam van de soort werd, als Dugesia festae, voor het eerst geldig gepubliceerd in 1898 door Borelli. De naam werd door Ernst Marcus in 1946 gecorrigeerd tot festai.

## Synoniem
- Dugesia titicacana Hyman, 1939[1]
- Dugesia sanchezi Hyman, 1955